# Georges Van Coningsloo
Georges Van Coningsloo, även skrivet Vanconingsloo, född den 27 oktober 1940 i Wavre, död den 7 april 2002 i Grez-Doiceau, var en belgisk landsvägscyklist som var professionell från 1963 till 1974. Han vann Bordeaux-Paris 1967 efter att ensam varit i utbrytning i 370 kilometer, men gjorde detta i viss mån genom att inte stanna på en (deltagarna emellan) överenskommen plats ungefär halvvägs in i loppet för ombyte från nattutstyrsel (loppet startade klockan två på natten), toalettbesök och dylikt (vilket ledde till att arrangörerna införde ett obligatoriskt 15-minuters "depåstopp" året därpå). Han vann även Paris-Bryssel 1964.

## Meriter
1963
4:a i La Flèche Wallonne
10:a i Liège-Bastogne-Liège
1964
Vinnare av Paris-Bryssel
2:a i Liège-Bastogne-Liège
5:a i Flandern runt
5:a i Milano-Sanremo
5:a i Rund um den Henninger Turm
8:a i Super Prestige Pernod
1965
Vinnare av Ronde van Limburg
Vinnare av Grand Prix de Fourmies
Vinnare av etapp 8 i Paris-Nice
Vinnare av etapp 7 i Critérium du Dauphiné Libéré
Vinnare av etapp 1 i Tour of Belgium
2:a i E3 Prijs Vlaanderen
2:a i Brabantse Pijl
3:a i Rund um den Henninger Turm
5:a i La Flèche Wallonne
10:a i Paris-Roubaix
1966
5:a totalt i Tour of Belgium
9:a i La Flèche Wallonne
 
1967
Vinnare av Bordeaux-Paris
2:a totalt i Tour de Wallonie
2:a totalt i Paris-Luxembourg
3:a i Rund um den Henninger Turm
5:a i Milano-Sanremo
7:a i Super Prestige Pernod
1968
4:a totalt i Tour de l'Oise
1969
Vinnare av etapp 2b i Tour de l'Oise
2:a i E3 Prijs Vlaanderen
4:a i Bordeaux-Paris
7:a i Paris-Tours
8:a i Milano-Sanremo
9:a totalt i Tour de Luxembourg
1970
2:a i Ronde van Limburg
1971
Vinnare av Grand Prix Pino Cerami
4:a i Flandern runt
6:a i Brabantse Pijl
1972
Vinnare av Flèche Hesbignonne
1973
2:a i Flèche Hesbignonne